# 尾崎城
尾崎城（おさきじょう）は、青森県平川市尾崎にあった日本の城（平山城）。

## 概要
尾崎城は、周辺の城郭同様集落のほぼ全体が城址である。戦国時代には、大光寺城の支城として機能していた。平城ではあるが堅固である為、隣村の新屋城と共に、浅瀬石城、浪岡城など諸城と協力する事によって、本城、大光寺城を守るのに力を発揮する。現在はほとんど宅地化しているが、堀や切岸が比較的良好に残されている。城は本郭（大館）と外郭（小館、尾崎出丸、勘助出丸、木戸口出丸）で構成されている。

## 歴史
築城年は不明。暦応2年（1339年）尾崎合戦があり、曽我貞光の属館尾崎館が攻撃されたことから、この時既に尾崎城はあったものと思われる。
室町時代・戦国時代は、大浦元信の舎弟、尾崎三郎左衛門を祖とする尾崎氏が拠っていた。尾崎氏は、初期は浪岡北畠氏の配下だったが、後に大光寺城南部氏の支配下となったという。隣村の新屋氏と同盟し、浅瀬石千徳氏とも婚姻関係を結んで、日和見状態だったが、天正4年（1576年）、前年の本城、大光寺城落城につき、城主尾崎喜蔵は新屋城主新屋源次郎と共に降伏、臣従した（『藩史』）。降伏を天正2年（1574年『一統志』）、天正11年（1583年『津軽年代記』）とする資料もある。降伏後も、尾崎城周辺1800石（1300石とも）、領内50戸の旧領と尾崎城を安堵された。
慶長5年（1600年）、関ヶ原の戦いのときには、喜蔵以下、板垣将兼、多田玄蕃、松野久七の4将に津軽為信は増援を求めた。しかし、松野以外の将は、500人で堀越城を武力占拠。しかし、3将は、金小三郎らに鎮圧され、板垣兵部将兼、尾崎喜蔵は堀越城内で討たれ、多田玄蕃は居城三ッ目内館で爆死した（喜蔵は、側近福王寺与十郎と尾崎で討たれたとも）。これにより、尾崎城は主を失い、一族など残党が尾崎城に籠城したが、田中惣右衛門、奥村民部らに鎮圧された。一族は妻子13歳以上打ち首、その他12歳以下・70歳以上は領外追放され、盛岡藩に逃れたという。